# Парламентские выборы в Ливии (2022)
Парламентские выборы в Ливии должны были состояться после президентских.
Ранее были запланированы на весну 2019 года, но вследствие наступления сил Халифы Хафтара на Триполи их проведение было отложено на неопределённый срок. 
До этого оно планировалось на 10 декабря 2018 года, о чём в ходе переговоров во Франции договорились Верховный главнокомандующий Ливийской национальной армией Халифа Хафтар и премьер-министр, председатель Президентского совета Ливии Фаиз Сарадж.
1 июня 2022 население Триполи (также Бенгази и Себхи) вышло на протесты, требуя распустить органы власти и как можно скорее провести президентские и парламентские выборы. 
В марте 2023 года Палата представителей и Высший государственный совет приняли поправку к Конституции Ливии, содержащую тридцать четыре статьи, определяющие новую систему правления и задачи избранных президента и премьер-министра. Однако многие вопросы оставались нерешенными, что ставило под сомнение сроки проведения выборов. 